# Guy Saunier
Guy Auguste André Saunier, häufig auch unter dem Pseudonym Michel Saunier (griechisch Γκυ Σωνιέ oder griechisch Μισέλ Σωνιέ, * 9. Februar 1934 in Marseille) ist ein französischer Neogräzist.

## Leben
Nach dem Besuch des Lycée Thiers in Marseille und dem Studium der Klassischen Philologie an der Sorbonne und der Neogräzistik am INALCO, das er 1968 mit einer thèse zu griechischen Hochzeitsliedern abschloss, war Saunier wissenschaftlicher Mitarbeiter des CNRS. 1975 wurde er mit einer Dissertation zum Thema der Ungerechtigkeit im griechischen Volkslied promoviert. Von 1984 bis 2003 war er Professor für neugriechische Philologie und Leiter des Institut Néo-Hellénique der Sorbonne.
2005 erhielt er das Ehrendoktorat der Aristoteles-Universität Thessaloniki.
Zu seinen Schülern zählen Michel Lassithiotakis und Emmanuelle Moser-Karagiannis.

## Forschungsschwerpunkte
Sauniers Forschungen reichen vom griechischen Volkslied, darunter dem Moirologion, und der spätmittelalterlichen Literatur bis hin zu Alexandros Papadiamantis, Melpo Axioti und Nikos Kavvadias, den Hyperrealisten, der Generation der 30er Jahre, insbesondere zu Andreas Embirikos, und der aktuellen neugriechischen Literatur. Unter dem Pseudonym Michel Saunier hat er zahlreiche Übersetzungen griechischer Autoren ins Französische vorgelegt.

## Schriften (Auswahl)
- mit Emmanuelle Moser: Problématique et organisation d’une anthologie des chansons populaires d’amour néo-helléniques. In: Lied und populäre Kultur – Song and Popular Culture 57 (2012) 393-411, (online).
- Οι μεταμορφώσεις της Κάδμως: έρευνα στο έργο της Μέλπως Αξιώτη. Άγρα, Athen 2005.
- (Hrsg.): Νίκος Καββαδίας, Το ημερολόγιο ενός τιμονιέρη. Αθησαύριστα πεζογραφήματα και ποιήματα. Άγρα, Athen 2005.
- „Ετούτο το κορμί το τόσο αμαρτωλό…“. Έρευνα στον μυθικό κόσμο του Νίκου Καββαδία. Άγρα, Athen 2004.
- Εωσφόρος και άβυσσος. Ο προσωπικός μύθος του Παπαδιαμάντη. Άγρα, Athen 2001.
- Ανδρέας Εμπειρίκος. Μυθολογία καὶ ποιητική. Δοκίμια. Άγρα, Athen 2001, (online).
- Ελληνικά δημοτικά τραγούδια. Συναγωγή μελετών (1968–2000). Ίδρυμα Κώστα και Ελένης Ουράνη, 2001, Inhaltsverzeichnis
- Ελληνικά δημοτικά τραγούδια. Τα μοιρολόγια. Νεφέλη, Athen 1999.
- La fille guerrière et la trahison du saint. In: Mètis. Anthropologie des mondes grecs anciens 4, 1989, S. 61–85, (online).
- Το δημοτικό τραγούδι της Ξενιτιάς. Ερμής, Athen 1983.
- Charos et l'Histoire dans les chansons populaires grecques. In: Revue des Études Grecques 95, 1982, S. 297–321, (online).
- Adikia. Le Mal et l'Injustice dans les chansons populaires grecques. Les Belles Lettres, Paris 1979. – (Gekürzte Fassung der Thèse de doctorat Paris 1975; Rezension von: Henri Tonnet, in: Revue des Études Grecques 93, 1980, S. 613–614, (online)).
- Les Chansons de noces à thèmes funèbres. Recherches sur la famille et la société grecques. Thèse de 3e cycle, INALCO, Paris 1968, dactylographiée.